# Scott Stewart (baseball)
Pour les articles homonymes, voir Scott Stewart et Stewart.
Scott Edward Stewart (né le 14 août 1975 à Stoughton, Massachusetts, États-Unis) est un ancien lanceur de relève gaucher de baseball. Il évolue de 2001 à 2004 dans les Ligues majeures de baseball.

## Carrière
Scott Stewart est repêché par les Rangers du Texas au 20e tour de sélection en 1994. Il joue en ligues mineures avec des clubs affiliés aux Rangers en 1994 et 1995 et aux Twins du Minnesota en 1995 puis, après une année dans le baseball indépendant en 1996, joue de 1997 à 2000 avec des clubs mineurs affiliés aux Mets de New York. Ensuite mis sous contrat par les Expos de Montréal, il fait ses débuts dans le baseball majeur avec cette équipe le 5 avril 2001.
Stewart dispute 214 matchs en 4 saisons dans les majeures, tous comme lanceur de relève et 180 d'entre eux avec Montréal, pour qui il s'aligne jusqu'en 2003. Le 5 janvier 2004, les Expos échangent Stewart aux Indians de Cleveland en retour du joueur d'avant-champ Maicer Izturis et du voltigeur Ryan Church. Il partage sa dernière année entre Cleveland et les Dodgers de Los Angeles, qui font son acquisition en août et pour qui il dispute son dernier match dans les majeures le 3 octobre 2004. Il quitte le baseball après un dernière saison dans les rangs professionnels jouée en 2005 entre des clubs de ligues mineures affiliés aux Mets de New York et aux Padres de San Diego.
La moyenne de points mérités de Stewart s'élève à 3,99 en 180 manches et deux tiers lancées dans les majeures. Il compte 11 victoires, 6 défaites et 161 retraits sur des prises.